# Koga

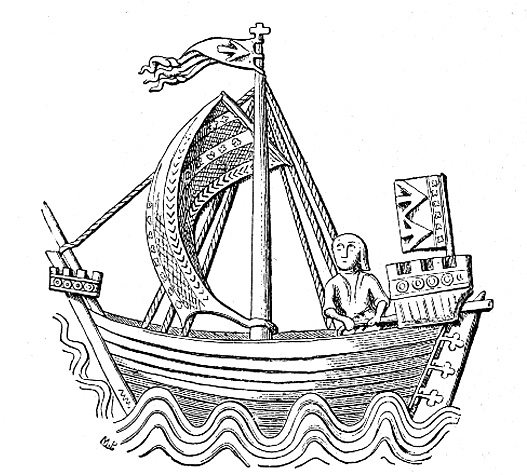
Vyobrazení kogy na pečeti německého Stralsundu

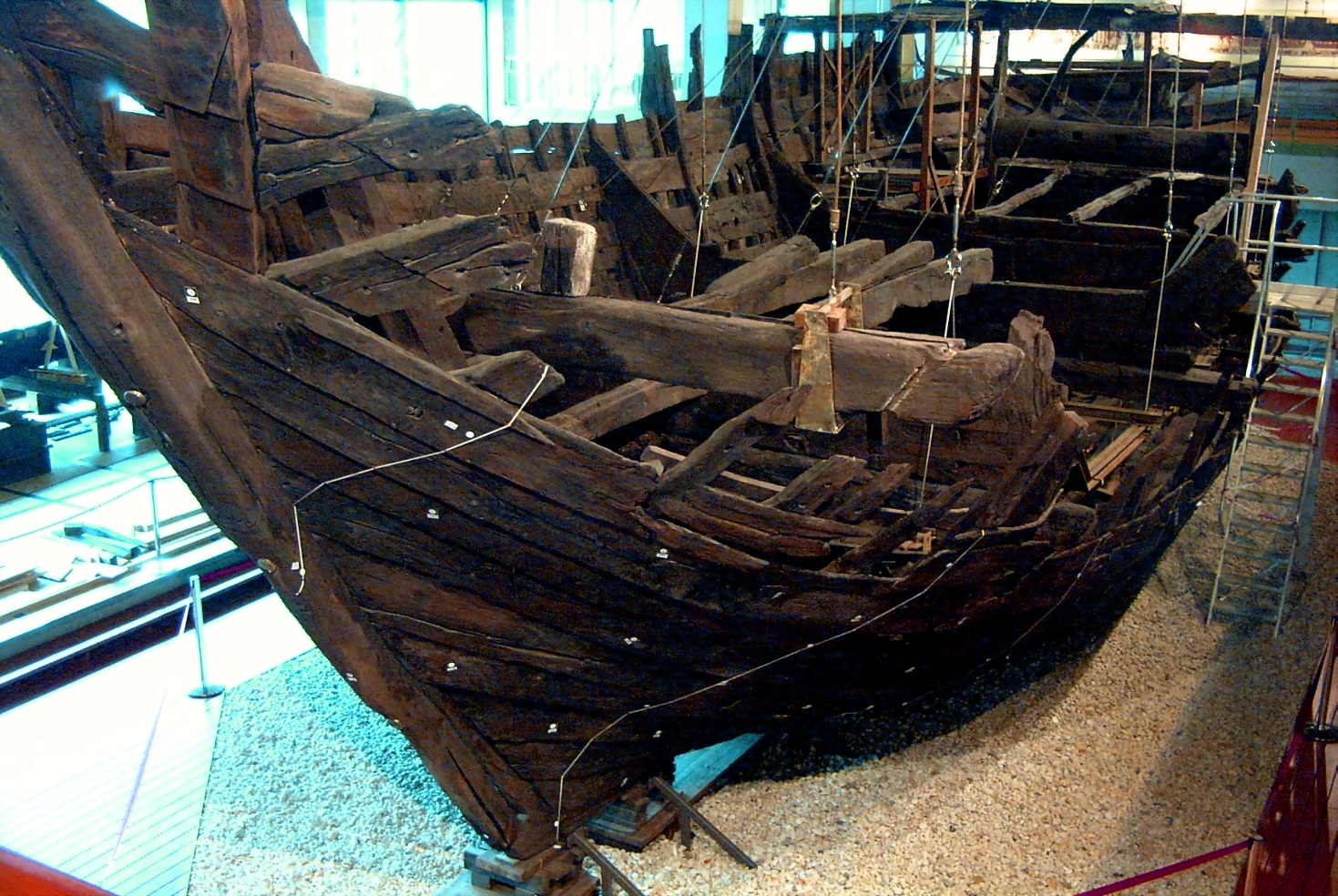
Rekonstrukce kogy potopené okolo roku 1380

Koga byla obchodní nebo válečná loď, která byla používána ve středověku v německé hanze. Její konstrukce vychází z vikinského knarru.

## Konstrukce
Koga byla až 30 metrů dlouhá a její šířka dosahovala 1/3 délky. Loď nebyla kvůli svému tvaru příliš pohyblivá, ale měla vysokou nosnost. Do útrob se vešlo až 200 tun nákladu a ani při tomto zatížení nepřesáhl ponor lodě 3 metry. Na zašpičatělé zádi bylo původně kormidelní veslo, ale od konce 12. století se začalo objevovat zavěšené pákové kormidlo. Existovaly i menší kogy, které byly pohyblivější a užívaly se pro válečné účely k obraně obchodních kog, nicméně jich bylo podstatně méně a typově se příliš nelišily - i obchodní kogy totiž musely být připraveny na obranu proti napadení.
Proti vikinskému vzoru měla koga zvýšené boky a na přídi i zádi vysoké kastely, které při bitvách používali lučištníci. Na zádi pod nástavbou byly poměrně pohodlné kajuty. Významnou změnou bylo i snižování počtu vesel a zvyšování významu plachet. První kogy měly jeden stěžeň s jednoduchou ráhnovou plachtou, ale v 15. století už měly kogy běžně tři stěžně a na zadním z nich trojcípou latinskou plachtu převzatou ze Středomoří. Ke konci 15. století byly kogy vyzbrojeny děly.
Trup kogy už nebyl tvořen klinkerovou obšívkou jako knarry (kdy se jednotlivé plaňky překrývaly), plaňky trupu se kladly vedle sebe, spáry mezi nimi se vycpávaly koudelí a vymazaly smolou nebo dehtem. Kogy měly ploché dno, takže se někdy za přílivu navedly na mělčinu, kde se odstavily a za odlivu se tak mohly snadno vyložit.

## Další vývoj
Z kogy byla odvozena anglická obchodní loď, zvaná roundship. Ve Středomoří se koga vyvinula v pevnější a mohutnější hulk. Koga a hulk byly konstrukčně dosti podobné, takže se někdy navzájem zaměňují, podobně jako karavela a karaka.